# 2014年亞洲運動會田徑比賽
2014年亞洲運動會田徑比賽於2014年9月27日至10月3日在韓國仁川亞運主體育場舉行。

## 獎牌榜
| 排名 | 国家／地区              | 金牌 | 银牌 | 铜牌 | 總數 |
| ---- | ----------------------- | ---- | ---- | ---- | ---- |
| 1    | 中国（CHN）             | 15   | 14   | 11   | 40   |
| 2    | 巴林（BRN）             | 9    | 6    | 3    | 18   |
| 3    | （QAT）                 | 6    | 0    | 3    | 9    |
| 4    | 日本（JPN）             | 3    | 12   | 7    | 22   |
| 5    | （KAZ）                 | 3    | 1    | 2    | 6    |
| 6    | 印度（IND）             | 2    | 3    | 8    | 13   |
| 7    | （UZB）                 | 2    | 2    | 3    | 7    |
| 8    | 沙特阿拉伯（KSA）       | 2    | 1    | 1    | 4    |
| 9    | 伊朗（IRI）             | 1    | 1    | 0    | 2    |
| 10   | 伊拉克（IRQ）           | 1    | 0    | 1    | 2    |
| 11   | （TJK）                 | 1    | 0    | 0    | 1    |
| 11   | 印度尼西亚（INA）       | 1    | 0    | 0    | 1    |
| 11   | 阿拉伯联合酋长国（UAE） | 1    | 0    | 0    | 1    |
| 14   | 韩国（KOR）             | 0    | 4    | 6    | 10   |
| 15   | 越南（VIE）             | 0    | 2    | 0    | 2    |
| 16   | 中华台北（TPE）         | 0    | 1    | 0    | 1    |
| 17   | 泰国（THA）             | 0    | 0    | 1    | 1    |
| 17   | 中国香港（HKG）         | 0    | 0    | 1    | 1    |
| 總計 | 總計                    | 47   | 47   | 47   | 141  |

## 獎牌得主

### 男子
| 項目          | 金牌                                                    | 金牌         | 银牌                                                              | 银牌     | 铜牌 | 铜牌     |
| 100公尺       | 費米·奧古諾德 · （QAT）                                 | 9.93 GR.AS   | 苏炳添 · 中国（CHN）                                              | 10.10    | 高濑慧 · 日本（JPN）                                                                                              | 10.15    |
| 200公尺       | 費米·奧古諾德 · （QAT）                                 | 20.14 GR.AS  | 法赫哈德·蘇拜 · 沙特阿拉伯（KSA）                                 | 20.74    | 楊浩淑 · 韩国（KOR）                                                                                              | 20.82    |
| 400公尺       | 优素福·马斯拉希 · 沙特阿拉伯（KSA）                     | 44.66 GR     | 阿巴斯·阿布巴卡尔·阿巴斯 · 巴林（BRN）                            | 45.62    | 阿罗基亚·拉吉夫 · 印度（IND）                                                                                     | 45.92    |
| 800公尺       | 阿爾姆法格 · 伊拉克（IRQ）                              | 1:47.48      | 滕海寧 · 中国（CHN）                                              | 1:47.81  | 海瑞恩 · （QAT）                                                                                                  | 1:48.25  |
| 1500公尺      | 穆罕默德·贾尼 · （QAT）                                 | 3:40.23      | 拉希德·拉姆齊 · 巴林（BRN）                                       | 3:40.95  | Adnan Almntfage · 伊拉克（IRQ）                                                                                   | 3:42.90  |
| 5000公尺      | 穆罕默德·贾尼 · （QAT）                                 | 13.26.13 GR  | 阿勒姆貝克勒 · 巴林（BRN）                                        | 13.27.98 | 艾伯特·羅博 · 巴林（BRN）                                                                                         | 13.28.08 |
| 10000公尺     | 哈桑·阿巴斯 · 巴林（BRN）                               | 28:11.20     | 大迫傑 · 日本（JPN）                                              | 28:11.94 | 艾薩克·科里爾 · 巴林（BRN）                                                                                       | 28:45.65 |
| 110公尺跨欄   | 謝文駿 · 中国（CHN）                                    | 13.36        | 金秉俊 · 韩国（KOR）                                              | 13.43    | · 泰国（THA） | 13.61    |
| 400公尺跨欄   | 哈米斯 · 巴林（BRN）                                    | 49.71        | 岸本鷹幸 · 日本（JPN）                                            | 49.81    | 程文 · 中国（CHN）                                                                                                | 50.89    |
| 3000公尺障礙  | 阿布貝克·阿里·卡邁勒 · （QAT）                          | 8:28.72      | 塔雷克·穆巴拉克·塔赫 · 巴林（BRN）                                | 8:39.62  | Naveen Kumar · 印度（IND）                                                                                        | 8:40.39  |
| 4×100公尺接力 | 中国 · 陳時偉 · 謝震業 · 蘇炳添 · 張培萌                | 37.99 GR.AS  | 日本 · 山县亮太 · 飯塚翔太 · 高平慎士 · 高濑慧                    | 38.49    | 中国香港 · 鄧亦峻 · 吳家鋒 · 徐志豪 · 蘇進康                                                                      | 38.98    |
| 4×400公尺接力 | 日本（JPN） · 金丸祐三 · 藤光謙司 · 飯塚翔太 · 加藤修也 | 3:01.88      | 韩国（KOR） · Park Se-jung · 朴鳳高 · Seong Hyeo-kje · Yeo Ho-sua | 3:04.03  | 沙特阿拉伯（KSA） · Ismaeel Mohammed Al-Subiani · Ahmed Yahya Al-Khayri · Mohammed Ali Al-Bishi · 优素福·马斯拉希 | 3:04.03  |
| 馬拉松        | 哈什·瑪赫鮑布 · 巴林（BRN）                             | 2:12:38      | 松村康平 · 日本（JPN）                                            | 2:12:39  | 川內優輝 · 日本（JPN）                                                                                            | 2:12:42  |
| 20公里競走    | 王鎮 · 中国（CHN）                                      | 1:19:45      | 鈴木雄介 · 日本（JPN）                                            | 1:20:44  | 金賢順 · 韩国（KOR）                                                                                              | 1:21:37  |
| 50公里競走    | 谷井孝行 · 日本（JPN）                                  | 3:40:19 GR   | 朴七成 · 韩国（KOR）                                              | 3:49:15  | 王振東 · 中国（CHN）                                                                                              | 3:50:52  |
| 跳高          | 穆塔茲·伊薩·巴爾希姆 · （QAT）                          | 2.35 GR      | 張國偉 · 中国（CHN）                                              | 2.33     | 穆阿邁爾·艾薩·巴沙姆 · （QAT）                                                                                    | 2.25     |
| 撐竿跳高      | 薛长锐 · 中国（CHN）                                    | 5.45         | 澤野大地 · 日本（JPN）                                            | 5.35     | 陳敏燮 · 韩国（KOR）                                                                                              | 5.25     |
| 跳遠          | 李金哲 · 中国（CHN）                                    | 8.01         | 金德現 · 韩国（KOR）                                              | 7.90     | 高興龍 · 中国（CHN）                                                                                              | 7.86     |
| 三級跳遠      | 曹硕 · 中国（CHN）                                      | 17.30        | 董斌 · 中国（CHN）                                                | 16.95    | 金德现 · 韩国（KOR）                                                                                              | 16.93    |
| 鉛球          | 蘇丹阿爾赫布希 · 沙特阿拉伯（KSA）                      | 19.99        | 張銘煌 · 中华台北（TPE）                                          | 19.97    | 英德吉特·辛格 · 印度（IND）                                                                                       | 19.63    |
| 鐵餅          | 伊赫桑·哈达迪 · 伊朗（IRI）                             | 65.11        | 維卡斯·高達 · 印度（IND）                                         | 62.58    | 艾哈邁德·穆罕默德·迪布 · （QAT）                                                                                  | 61.25    |
| 鏈球          | 迪尔肖德·纳扎罗夫 · （TJK）                             | 76.82        | 王士築 · 中国（CHN）                                              | 73.65    | 萬勇 · 中国（CHN）                                                                                                | 73.43    |
| 標槍          | 赵庆刚 · 中国（CHN）                                    | 89米15 GR.AS | 新井凉平 · 日本（JPN）                                            | 84.82    | Ivan Zaytsev · （UZB）                                                                                            | 83.68    |
| 十項全能      | 右代啓祐 · 日本（JPN）                                  | 8088         | 列昂尼德·安德烈耶夫 · （UZB）                                     | 7879     | 中村明彥 · 日本（JPN）                                                                                            | 7828     |

### 女子
| 項目          | 金牌                                                                           | 金牌       | 银牌                                                                                          | 银牌     | 铜牌                                                    | 铜牌     |
| 100公尺       | 韋永麗 · 中国（CHN）                                                           | 11.48      | 福島千里 · 日本（JPN）                                                                        | 11.49    | 奥莉加·萨夫罗诺娃 · （KAZ）                             | 11.50    |
| 200公尺       | 奥莉加·萨夫罗诺娃 · （KAZ）                                                    | 23.02      | 韋永麗 · 中国（CHN）                                                                          | 23.27    | 福島千里 · 日本（JPN）                                  | 23.45    |
| 400公尺       | 克米·阿德科亚 · 巴林（BRN）                                                    | 51.59      | 郭氏蘭 · 越南（VIE）                                                                          | 52.06    | 扑瓦瑪·拉朱·瑪謝蒂蘿 · 印度（IND）                      | 52.36    |
| 800公尺       | 瑪格麗塔·馬斯科·穆卡舍娃 · （KAZ）                                             | 1:59.02 GR | 廷圖·盧卡 · 印度（IND）                                                                       | 1:59.19  | Zhao Jing · 中国（CHN）                                 | 1:59.48  |
| 1500公尺      | 瑪麗·尤索夫·賈馬爾 · 巴林（BRN）                                               | 4:09.90    | 米米·貝利特 · 巴林（BRN）                                                                     | 4:11.03  | 奧查特里·普提亞·賈沙 · 印度（IND）                      | 4:13.46  |
| 5000公尺      | 瑪麗·尤索夫·賈馬爾 · 巴林（BRN）                                               | 14:59.69   | 米米·貝利特 · 巴林（BRN）                                                                     | 15:00.87 | 丁長琴 · 中国（CHN）                                    | 15:12.51 |
| 10000公尺     | 阿里婭·賽義德·穆罕默德 · 阿拉伯联合酋长国（UAE）                               | 31:51.86   | 丁常琴 · 中国（CHN）                                                                          | 31:53.09 | 萩原步美 · 日本（JPN）                                  | 31:55.67 |
| 100公尺跨欄   | 吳水嬌 · 中国（CHN）                                                           | 12.72      | 孫雅薇 · 中国（CHN）                                                                          | 13.05    | 木村綾子 · 日本（JPN）                                  | 13.25    |
| 400公尺跨欄   | 克米·阿德科亚 · 巴林（BRN）                                                    | 55.77      | 久保倉里美 · 日本（JPN）                                                                      | 56.21    | 肖霞 · 中国（CHN）                                      | 56.59    |
| 3000公尺障礙  | 露絲·傑貝特 · 巴林（BRN）                                                      | 9.35.23 GR | 李珍珠 · 中国（CHN）                                                                          | 9.35.37  | 拉麗塔·巴巴爾 · 印度（IND）                             | 9.35.64  |
| 4×100公尺接力 | 中国（CHN） · 陶宇佳 · 孔令微 · 林慧君 · 韋永麗                                | 42.83 GR   | （KAZ） · 斯維特蘭娜·戈倫多娃 · 維多利亞·薩亞齊娜 · 阿娜斯塔西婭·圖拉皮納 · 奥莉加·萨夫罗诺娃 | 43.90    | 日本（JPN） · 藤森安娜 · 市川華菜 · 青木益未 · 福島千里 | 44.05    |
| 4×400公尺接力 | 印度（IND） · 普里揚卡·帕瓦爾 · 廷圖·盧卡 · 曼迪普·考爾 · 扑瓦瑪·拉朱·瑪謝蒂蘿 | 3:28.68 GR | 日本（JPN） · 青山聖佳 · 松本菜菜子 · 市川華菜 · 丹野麻美                                     | 3:30.80  | 中国（CHN） · [[]] · Wang Huan · 陈静文 · [[]]          | 3:32.02  |
| 馬拉松        | 基爾瓦 · 巴林（BRN）                                                           | 2:25:37    | 木崎良子 · 日本（JPN）                                                                        | 2:25:50  | 戈米楚 · 巴林（BRN）                                    | 2:33:13  |
| 20公里競走    | 吕秀芝 · 中国（CHN）                                                           | 1:31:06    | 庫許碧爾·卡爾 · 印度（IND）                                                                   | 1:33:07  | 金英銀 · 韩国（KOR）                                    | 1:33:18  |
| 跳高          | 斯韦特兰娜·拉济维尔 · （UZB）                                                  | 1.94       | 鄭幸娟 · 中国（CHN）                                                                          | 1.92     | 納季婭·杜薩諾娃 · （UZB）                               | 1.89     |
| 撐竿跳高      | 李玲 · 中国（CHN）                                                             | 4.35       | 我孫子智美 · 日本（JPN）                                                                      | 4.25     | 林恩知 · 韩国（KOR）                                    | 4.15     |
| 跳遠          | 瑪麗亞·娜塔利雅·隆達 · 印度尼西亚（INA）                                       | 6.55       | 裴氏秋草 · 越南（VIE）                                                                        | 6.44     | 蒋燕飞 · 中国（CHN）                                    | 6.34     |
| 三級跳遠      | 奧爾加·雷帕科娃 · （KAZ）                                                      | 14.32      | 亞歷山德拉·科特利亞羅娃 · （UZB）                                                             | 14.05    | 伊琳娜·艾克托瓦 · （KAZ）                               | 13.77    |
| 鉛球          | 鞏立姣 · 中国（CHN）                                                           | 19.06      | 萊拉·拉賈比 · 伊朗（IRI）                                                                     | 17.80    | 郭甜茜 · 中国（CHN）                                    | 17.52    |
| 鐵餅          | 西玛·安蒂尔 · 印度（IND）                                                      | 61.03      | 魯曉鑫 · 中国（CHN）                                                                          | 59.35    | 譚建 · 中国（CHN）                                      | 59.03    |
| 鏈球          | 張文秀 · 中国（CHN）                                                           | 77.33 GR   | 王崢 · 中国（CHN）                                                                            | 74.16    | 曼珠巴拉 · 印度（IND）                                  | 60.47    |
| 標槍          | 張莉 · 中国（CHN）                                                             | 65.47 GR   | 李玲蔚 · 中国（CHN）                                                                          | 61.43    | 安努·拉尼 · 印度（IND）                                 | 59.53    |
| 七項全能      | 叶卡捷琳娜·沃罗宁娜 · （UZB）                                                  | 5912       | 王慶鈴 · 中国（CHN）                                                                          | 5856     | 尤利婭·塔拉索娃 · （UZB）                               | 5482     |

## 參賽國家和地區
總共有來自30個國家和地區的684位運動員參加本屆賽事：
- 不丹（1）
- 巴林（28）
- 柬埔寨（3）
- 中国（82）
- 中国香港（18）
- 中国澳门（8）
- 中华台北（29）
- 印度（56）
- 印度尼西亚（3）
- 伊朗（21）
- 伊拉克（12）
- 日本（54）
- （30）
- 科威特（21）
- （8）
- 老挝（4）
- 黎巴嫩（1）
- 马来西亚（6）
- 马尔代夫（5）
- 蒙古（13）
- 缅甸（3）
- 尼泊尔（10）
- 朝鲜（4）
- 阿曼（12）
- 巴勒斯坦（2）
- 菲律宾（9）
- （28）
- 沙特阿拉伯（22）
- 新加坡（12）
- 韩国（65）
- 斯里兰卡（11）
- 叙利亚（3）
- （5）
- 泰国（41）
- （4）
- 东帝汶（2）
- 阿拉伯联合酋长国（4）
- （27）
- 越南（13）
- 也门（4）

## 外部連結
- 官方網站